# Andreas Ragnar Kassapis
Andreas Ragnar Kassapis (* 1981 in Athen) ist ein griechischer Maler.

## Leben und Werk
Andreas Ragnar Kassapis malt vorwiegend Stillleben und Porträts in Öl auf Holz. Kassapis stellte 2013 im Palais de Tokyo in Paris aus und war Teilnehmer der 2. Athens Biennale. Things That Bend (2017), bestehend aus Malerei, Text und Fotografie wurde auf der documenta 14 in Kassel gezeigt.